# Ри Мён Гук
Ри Мён Гук (кор. 리명국; 9 сентября 1986, Пхеньян, КНДР) — северокорейский футболист, вратарь. Выступал за клуб «Пхеньян» и за национальную сборную КНДР. Участник чемпионата мира 2010, Кубка Азии 2011 и победитель Кубка вызова АФК 2012.

## Биография

### Клубная карьера
С 2007 года выступает за клуб «Пхеньян», который выступает в Северокорейской футбольной лиге. В сезонах 2008 и 2009 команда становилась чемпионом КНДР.

### Карьера в сборной
Участвовал в отборочном турнире за попадание на Олимпийские игры 2008.
В национальной сборной КНДР дебютировал в 2007 году, тогда он сыграл в 2 матчах. В отборочном турнире к чемпионату мира 2010 провёл 15 матчей за сборную Северной Кореи, включая решающий матч против Саудовской Аравии, в котором он сохранил ворота «сухими». После этой игры он заявил: «Мне казалось, будто я защищаю ворота своего отечества». В 2009 году был номинирован на звание футболиста года в Азии.
Главный тренер КНДР Ким Джон Хун включил его в заявку сборной на чемпионат мира 2010 в ЮАР. Ри Мён Гук был заявлен под 1 номером. На турнире он был основным вратарём. В первом матче Северная Корея уступила Бразилии со счётом (2:1), Ри Мён Гук в этой игре пропустил два гола от Майкона и Элано. Во второй игре сборная КНДР уступила с разгромным счётом Португалии (7:0), этот матч был показан по телевидению Северной Кореи. В последней третьей игре северокорейцы уступили Кот-д’Ивуару со счётом (0:3) и покинули турнир, заняв последнее место в своей группе.
Ри Мён Гук был приглашён на Кубок Азии 2011, который прошёл в Катаре. На турнире он сыграл во всех 3 матчах сборной. КНДР заняло предпоследнее 3 место в своей группе, уступив Ирану и Ираку и обогнав ОАЭ, покинула турнир. На Кубке вызова АФК 2012 в Непале КНДР стало победителем турнира. В своей группе команда заняла 1 место, обогнав Филиппины, Таджикистан и Индию. В полуфинале КНДР обыграла Палестину (2:0). В финале команда встретилась с Туркменистаном и обыграла её со счётом (1:2).
В настоящий момент Ри Мён Гук является основным вратарём сборной, за неё он сыграл 98 матчей (на 16.12.2017).

## Достижения
- Чемпион КНДР (2): 2008, 2009
- Победитель Кубка вызова АФК (1): 2012